# Provinz Bordj Badji Mokhtar
Bordj Badji Mokhtar (arabisch ولاية برج باجي مختار, DMG Wilāyat Burǧ Bāǧī Muḫtār) ist eine Provinz (wilaya) im Süden von Algerien mit Bordj Badji Mokhtar als Hauptstadt.
Die im Dezember 2019 neu geschaffene Provinz war zuvor der Südteil der Provinz Adrar. Sie liegt in der Sahara und grenzt im Südwesten an Mali sowie an drei weitere Provinzen: Adrar im Norden sowie Tamanrasset und In Guezzam im Osten.
Mit 20.930 Einwohnern (Stand 2008) auf 120.026 km² ist sie nur sehr dünn besiedelt, die Bevölkerungsdichte beträgt rund 0,17 Einwohner pro Quadratkilometer.

## Kommunen
In der Provinz liegen folgende zwei Kommunen als Selbstverwaltungskörperschaften der örtlichen Gemeinschaft:
| Code ONS | Kommune             | Arabisch       | Bevölkerung 2008 |
| -------- | ------------------- | -------------- | ---------------- |
| 0125     | Bordj Badji Mokhtar | برج باجي مختار | 16.437           |
| 0128     | Timiaouine          | تيمياوين       | 4.493            |

## Nachweise
1. ↑  Journal Officiel de la Republique Algerienne Democratique et  Populaire - Conventions et Accords Internationaux - Lois et Decrets Arretes, Decisions, Avis, Communications et Annonces (Traduction Française) Nr. 78 des 58. Jahrganges vom 18. Dezember 2019 (PDF); abgerufen am 23. März 2020
2. ↑  Algeria Press Service vom 27. November 2019: Ten administrative districts promoted into provinces with full prerogatives; abgerufen am 23. März 2020
3. ↑  Badreddine Yousfi: Les territoires sahariens en Algérie. Gouvernance, acteurs et recomposition territoriale, abgerufen am 14. August 2020
4. ↑  Office National des Statistiques Algérie: Population selon la commune de résidence (1998–2008)